# Hans Gruner (Geologe)
Hans Gruner (* 29. September 1841 in Dresden; † 1917 in Potsdam) war ein deutscher Hochschullehrer der Geologie und Mineralogie.

## Werdegang
Von 1869 bis 1881 war Gruner Lehrer für die mineralogischen Disziplinen an der Landwirtschaftlichen Akademie Proskau. Als dieses Institut 1881 nach Berlin verlegt wurde und in der Landwirtschaftlichen Hochschule Berlin aufging, wurde Gruner ordentlicher Professor der Geologie und Bodenkunde an der Landwirtschaftlichen Hochschule Berlin. Er stand dem mineralogisch-pedologischen Institut der landwirtschaftlichen Hochschule Berlin in der Invalidenstraße in Mitte vor.
Gruner trug den Titel eines Geheimen Regierungs-Rates.
Im Alter von 70 Jahren trat Gruner am 1. April 1912 in den Ruhestand. Er starb 1917 im Alter von rund 75 Jahren in Potsdam.

## Veröffentlichungen
- „Opfersteine Deutschlands: Eine geologisch-ethnographische Untersuchung“ Duncker & Humblot, Leipzig 1881
- „Landwirtschaft und Geologie“
- „Die Bedeutung der geologisch-agronomischen Kartirung des Bodens“
- „Die stickstoffhaltigen Düngemittel in der modernen Ersatzwirthschaft und der Chilisalpeter.“
- „Die phosphorhaltigen Düngemittel“
- „Grundriss der Gesteins- und Bodenkunde“, Berlin 1896
- „Charakteristische Verwitterungsböden des Elstergebirges. Geologisch-agronomisch Untersuchung“, Berlin 1911
- „Die Marschbildungen an den deutschen Nordseeküsten“. Bodenkundliche Studie, Berlin 1913